# Смоки (река)
Смоки (енгл. Smoky River) је река која протиче кроз западне делове канадске провинције Алберта.
Извире на Стеновитим планинама у северном делу националног парка Џаспер, на надморској висини од 1.680 метара. Највећа је притока реке Пис у коју се улива након 492 км тока јужно од варошице Пис Ривер. Надморска висина ушћа је 315 метара.
Укупна површина слива износи 50.300 км², просечан проток је 130 м³/с. Укупан пад корита је 1.365 метара или у просеку 2,8 м/км тока.
Највеће притоке су реке Лит Смоки и Вапити.
Име реке потиче од термина из језика народа Кри а којим се описују наслаге угља које се местимично налазе дуж њених обала.